# Pneumonia intersticial idiopática
Pneumonia intersticial idiopática é uma doença pulmonar crônica caracterizada por um declínio progressivo na função pulmonar por causa desconhecida (idiopática). O dano causado aos alvéolos pulmonares resulta em fibrose (cicatrização) no espaço intersticial. As cicatrizes cada vez mais grandes dificultam a troca de gases causando dispneia (dificuldade em respirar) e apenas 30% sobrevivem mais de 5 anos após o diagnóstico.

## Causas
Fatores de risco que podem induzir pneumonia intersticial incluem:
- Maiores de 50 anos;
- Tabagismo (dobra o risco);
- Respirar resíduos metálico no trabalho ou em casa;
- Respirar pó orgânico (esporos de fungos ou plantas, mofo, pó de madeira, cinzas...);
- Poluição do ar urbana;
- Refluxo de ácido gástrico;
- Pneumonia viral.

## Sinais e sintomas

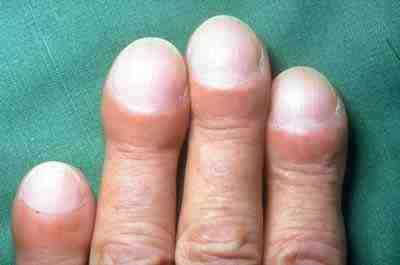
Ponta dos dedos inchados é sinal de má oxigenação prolongada.

Possíveis sinais e sintomas de diversas doenças pulmonares crônicas incluem:
- Tosse seca persistente;
- Ruído ao respirar (similar a separar velcro);
- Cansaço frequente;
- Ponta dos dedos inchados;
- Dor muscular ou nas articulações;
- Perda de peso;
- Febre leve.

## Tratamento
O tratamento não-farmacológico pode incluir:
- Oxigenoterapia (máscara de oxigênio) sempre que falte ar;
- Vacinas contra influenzas e pneumococos;
- Parar de fumar e evitar locais com alta poluição do ar;
- Transplante de pulmão, exceto se houver contra-indicações;
- Reabilitação pulmonar com aeróbica, aconselhamento e educação sobre as limitações);

Tratamento farmacológico
Dentre os medicamentos que podem reduzir o avanço da doença e diminuir os sintomas estão:
- Corticosteroides sistêmicos (por exemplo, prednisona);
- Imunossupressores (por exemplo, azatioprina ou ciclofosfamida);
- Inibidor da tirosina-quinase (por exemplo, nintedanib);
- Antifibróticos (por exemplo, a pirfenidona);
- Antioxidantes como N-acetilcisteina.[6]